# 국전약품
주식회사 국전약품은 대한민국의 제약 기업으로. 원료의약품 제조 및 판매 및 유기발광다이오드(OLED) 및 반도체 소재, 이차전지용 전해질 첨가제 등을 생산한다.

## 역사
- 1972년: 대신약업사로 설립
- 2020년: 코스닥 시장에 상장
- 2023년: 충청북도 음성군에 전자소재 생산공장을 준공[4]

## 논란
상장한지 1년여 만에 오너일가 대규모 주식 처분을 하여 비판이 있었다